# Méréaucourt
Méréaucourt település Franciaországban, Somme megyében. Lakosainak száma 9 fő (2022. január 1.). Méréaucourt Équennes-Éramecourt, Hescamps és Thieulloy-la-Ville községekkel határos.

## Népesség
A település népességének változása:
| Lakosok száma | 6    | 6    | 7    | 6    | 8    | 9    | 9    | 9    | 9    |
|               | 2013 | 2015 | 2016 | 2017 | 2018 | 2019 | 2020 | 2021 | 2022 |